# Team Visma - Lease a Bike (femení)
L'equip de ciclisme femení Jumbo-Visma és un equip de ciclisme femení neerlandès creat el 2021. És la secció femenina del equip homònim masculí. Té categoria UCI Women’s WorldTeam, la màxima del ciclisme.

## Història de l'equip
La contractació del 2021 és ambiciosa amb Marianne Vos com a líder.

## Classificacions UCI
Aquesta taula mostra la plaça de l'equip a la classificació de la Unió Ciclista Internacional a final de temporada i també la millor ciclista en la classificació individual de cada temporada.
| Rànquing UCI | Rànquing UCI     | Rànquing UCI                | Rànquing UCI |
| Any          | Rànquing d'equip | Millor ciclista al rànquing |              |
| ------------ | ---------------- | --------------------------- | ------------ |
| 2021         | 9è               | Marianne Vos (3r)           |              |
| 2022         | 10è              | Marianne Vos (24è)          |              |
| 2023         | 8è               | Riejanne Markus (22è)       |              |
| 2024         | 6è               | Marianne Vos (5è)           |              |
|              |                  |                             |              |
| Font: UCI    |                  |                             |              |

La taula següent mostra el rànquing de l'equip a la UCI World Tour femení, així com la seva millor ciclista en el rànquing individual.
| UCI World Tour | UCI World Tour   | UCI World Tour              | UCI World Tour |
| Any            | Rànquing d'equip | Millor ciclista al rànquing |                |
| -------------- | ---------------- | --------------------------- | -------------- |
| 2021           | 8è               | Marianne Vos (4t)           |                |
| 2022           | 7è               | Marianne Vos (17è)          |                |
| 2023           | 8è               | Riejanne Markus (25è)       |                |
| 2024           | 6è               | Marianne Vos (7è)           |                |
|                |                  |                             |                |
| Font: UCI      |                  |                             |                |

## Principals victòries
Carretera
- A les proves de l'UCI Women's WorldTour:
  - Gent–Wevelgem: Marianne Vos (2021)
  - Amstel Gold Race femenina: Marianne Vos (2021)

Ciclocròs
- Campionats del món de ciclocròs: Marianne Vos (2022)

## Composició de l'equip
| \| Llista de l'equip 2025 \| Llista de l'equip 2025 \| Llista de l'equip 2025 \| Llista de l'equip 2025 \| \| Ciclista \| Data de naixement \| Equip previ \| \| \| ---------------------- \| ---------------------- \| -------------------------------- \| ---------------------- \| \| Carlijn Achtereekte \| 29 de gener de 1990 \| \| \| \| Marion Bunel \| 7 de octubre de 2004 \| St Michel-Mavic-Auber 93 (2024) \| \| \| Viktória Chladoňová \| 15 de novembre de 2006 \| \| \| \| Femke de Vries \| 16 de abril de 1994 \| GT Krush Rebellease (2024) \| \| \| Pauline Ferrand-Prévot \| 10 de febrer de 1992 \| \| \| \| Martina Fidanza \| 5 de novembre de 1999 \| Ceratizit-WNT Pro Cycling (2024) \| \| \| Mijntje Geurts \| 25 de octubre de 2003 \| Lotto Dstny Ladies (2023) \| \| \| Lieke Nooijen \| 20 de juliol de 2001 \| Parkhotel Valkenburg (2023) \| \| \| Maud Oudeman \| 29 de setembre de 2003 \| Canyon-SRAM Racing (2022) \| \| \| Rosita Reijnhout \| 8 de abril de 2004 \| \| \| \| Linda Riedmann \| 23 de març de 2003 \| \| \| \| Eva van Agt \| 18 de març de 1997 \| Le Col-Wahoo (2022) \| \| \| Fem van Empel \| 3 de setembre de 2002 \| Pauwels Sauzen-Bingoal (2022) \| \| \| Nienke Veenhoven \| 20 de març de 2004 \| \| \| \| Margaux Vigie \| 21 de juliol de 1995 \| Lifeplus Wahoo (2023) \| \| \| Sophie von Berswordt \| 21 de maig de 1996 \| \| \| \| Marianne Vos \| 13 de maig de 1987 \| CCC-Liv (2020) \| \| \| Imogen Wolff \| 26 de març de 2006 \| Shibden Hope Tech Apex (2024) \| \| \| \| \| \| \| \| Font: ProCyclingStats \| \| \| \| |                        |                                  |  |
| Llista de l'equip 2025 |                        |                                  |  |
| Ciclista | Data de naixement      | Equip previ                      |  |
| Carlijn Achtereekte | 29 de gener de 1990    |                                  |  |
| Marion Bunel | 7 de octubre de 2004   | St Michel-Mavic-Auber 93 (2024)  |  |
| Viktória Chladoňová | 15 de novembre de 2006 |                                  |  |
| Femke de Vries | 16 de abril de 1994    | GT Krush Rebellease (2024)       |  |
| Pauline Ferrand-Prévot | 10 de febrer de 1992   |                                  |  |
| Martina Fidanza | 5 de novembre de 1999  | Ceratizit-WNT Pro Cycling (2024) |  |
| Mijntje Geurts | 25 de octubre de 2003  | Lotto Dstny Ladies (2023)        |  |
| Lieke Nooijen | 20 de juliol de 2001   | Parkhotel Valkenburg (2023)      |  |
| Maud Oudeman | 29 de setembre de 2003 | Canyon-SRAM Racing (2022)        |  |
| Rosita Reijnhout | 8 de abril de 2004     |                                  |  |
| Linda Riedmann | 23 de març de 2003     |                                  |  |
| Eva van Agt | 18 de març de 1997     | Le Col-Wahoo (2022)              |  |
| Fem van Empel | 3 de setembre de 2002  | Pauwels Sauzen-Bingoal (2022)    |  |
| Nienke Veenhoven | 20 de març de 2004     |                                  |  |
| Margaux Vigie | 21 de juliol de 1995   | Lifeplus Wahoo (2023)            |  |
| Sophie von Berswordt | 21 de maig de 1996     |                                  |  |
| Marianne Vos | 13 de maig de 1987     | CCC-Liv (2020)                   |  |
| Imogen Wolff | 26 de març de 2006     | Shibden Hope Tech Apex (2024)    |  |
| |                        |                                  |  |
| Font: ProCyclingStats |                        |                                  |  |

| \| Llista de l'equip 2024 \| Llista de l'equip 2024 \| Llista de l'equip 2024 \| Llista de l'equip 2024 \| \| Ciclista \| Data de naixement \| Equip previ \| \| \| ------------------------------------------- \| ---------------------- \| ----------------------------- \| ---------------------- \| \| Carlijn Achtereekte \| 29 de gener de 1990 \| \| \| \| Mijntje Geurts \| 25 de octubre de 2003 \| Lotto Dstny Ladies (2023) \| \| \| Anna Henderson \| 14 de novembre de 1998 \| Sunweb (2020) \| \| \| Riejanne Markus \| 1 de setembre de 1994 \| CCC-Liv (2020) \| \| \| Lieke Nooijen \| 20 de juliol de 2001 \| Parkhotel Valkenburg (2023) \| \| \| Maud Oudeman \| 29 de setembre de 2003 \| Canyon-SRAM Racing (2022) \| \| \| Rosita Reijnhout \| 8 de abril de 2004 \| \| \| \| Linda Riedmann \| 23 de març de 2003 \| \| \| \| Eva van Agt \| 18 de març de 1997 \| Le Col-Wahoo (2022) \| \| \| Fem van Empel \| 3 de setembre de 2002 \| Pauwels Sauzen-Bingoal (2022) \| \| \| Nienke Veenhoven \| 20 de març de 2004 \| \| \| \| Margaux Vigie \| 21 de juliol de 1995 \| Lifeplus Wahoo (2023) \| \| \| Sophie von Berswordt \| 21 de maig de 1996 \| \| \| \| Marianne Vos \| 13 de maig de 1987 \| CCC-Liv (2020) \| \| \| Femke de Vries (4 de juny–31 de des) \| 16 de abril de 1994 \| GT Krush Rebellease (2024) \| \| \| Imogen Wolff (1 de ago–31 de des, aprenent) \| 26 de març de 2006 \| Shibden Hope Tech Apex (2024) \| \| \| \| \| \| \| \| Font: ProCyclingStats \| \| \| \| |                        |                               |  |
| Llista de l'equip 2024 |                        |                               |  |
| Ciclista | Data de naixement      | Equip previ                   |  |
| Carlijn Achtereekte | 29 de gener de 1990    |                               |  |
| Mijntje Geurts | 25 de octubre de 2003  | Lotto Dstny Ladies (2023)     |  |
| Anna Henderson | 14 de novembre de 1998 | Sunweb (2020)                 |  |
| Riejanne Markus | 1 de setembre de 1994  | CCC-Liv (2020)                |  |
| Lieke Nooijen | 20 de juliol de 2001   | Parkhotel Valkenburg (2023)   |  |
| Maud Oudeman | 29 de setembre de 2003 | Canyon-SRAM Racing (2022)     |  |
| Rosita Reijnhout | 8 de abril de 2004     |                               |  |
| Linda Riedmann | 23 de març de 2003     |                               |  |
| Eva van Agt | 18 de març de 1997     | Le Col-Wahoo (2022)           |  |
| Fem van Empel | 3 de setembre de 2002  | Pauwels Sauzen-Bingoal (2022) |  |
| Nienke Veenhoven | 20 de març de 2004     |                               |  |
| Margaux Vigie | 21 de juliol de 1995   | Lifeplus Wahoo (2023)         |  |
| Sophie von Berswordt | 21 de maig de 1996     |                               |  |
| Marianne Vos | 13 de maig de 1987     | CCC-Liv (2020)                |  |
| Femke de Vries (4 de juny–31 de des) | 16 de abril de 1994    | GT Krush Rebellease (2024)    |  |
| Imogen Wolff (1 de ago–31 de des, aprenent) | 26 de març de 2006     | Shibden Hope Tech Apex (2024) |  |
| |                        |                               |  |
| Font: ProCyclingStats |                        |                               |  |

| \| Llista de l'equip 2023 \| Llista de l'equip 2023 \| Llista de l'equip 2023 \| Llista de l'equip 2023 \| \| Ciclista \| Data de naixement \| Equip previ \| \| \| ---------------------- \| ---------------------- \| ---------------------------------------- \| ---------------------- \| \| Carlijn Achtereekte \| 29 de gener de 1990 \| \| \| \| Teuntje Beekhuis \| 18 de agost de 1995 \| Lotto Soudal Ladies (2020) \| \| \| Kim Cadzow \| 18 de desembre de 2001 \| Torelli-Cayman Islands-Scimitar (2022) \| \| \| Anna Henderson \| 14 de novembre de 1998 \| Sunweb (2020) \| \| \| Amber Kraak \| 29 de juliol de 1994 \| \| \| \| Coryn Labecki \| 26 de agost de 1992 \| Team DSM (2021) \| \| \| Riejanne Markus \| 1 de setembre de 1994 \| CCC-Liv (2020) \| \| \| Maud Oudeman \| 29 de setembre de 2003 \| Canyon-SRAM Racing (2022) \| \| \| Linda Riedmann \| 23 de març de 2003 \| \| \| \| Noemi Rüegg \| 19 de abril de 2001 \| Stade Rochelais Charente-Maritime (2021) \| \| \| Rosita Reijnhout \| 8 de abril de 2004 \| \| \| \| Karlijn Swinkels \| 28 de octubre de 1998 \| Parkhotel Valkenburg (2020) \| \| \| Fem van Empel \| 3 de setembre de 2002 \| Pauwels Sauzen-Bingoal (2022) \| \| \| Marianne Vos \| 13 de maig de 1987 \| CCC-Liv (2020) \| \| \| Eva van Agt \| 18 de març de 1997 \| Le Col-Wahoo (2022) \| \| \| Nienke Veenhoven \| 20 de març de 2004 \| \| \| \| \| \| \| \| \| Font: ProCyclingStats \| \| \| \| |                        |                                          |  |
| Llista de l'equip 2023 |                        |                                          |  |
| Ciclista | Data de naixement      | Equip previ                              |  |
| Carlijn Achtereekte | 29 de gener de 1990    |                                          |  |
| Teuntje Beekhuis | 18 de agost de 1995    | Lotto Soudal Ladies (2020)               |  |
| Kim Cadzow | 18 de desembre de 2001 | Torelli-Cayman Islands-Scimitar (2022)   |  |
| Anna Henderson | 14 de novembre de 1998 | Sunweb (2020)                            |  |
| Amber Kraak | 29 de juliol de 1994   |                                          |  |
| Coryn Labecki | 26 de agost de 1992    | Team DSM (2021)                          |  |
| Riejanne Markus | 1 de setembre de 1994  | CCC-Liv (2020)                           |  |
| Maud Oudeman | 29 de setembre de 2003 | Canyon-SRAM Racing (2022)                |  |
| Linda Riedmann | 23 de març de 2003     |                                          |  |
| Noemi Rüegg | 19 de abril de 2001    | Stade Rochelais Charente-Maritime (2021) |  |
| Rosita Reijnhout | 8 de abril de 2004     |                                          |  |
| Karlijn Swinkels | 28 de octubre de 1998  | Parkhotel Valkenburg (2020)              |  |
| Fem van Empel | 3 de setembre de 2002  | Pauwels Sauzen-Bingoal (2022)            |  |
| Marianne Vos | 13 de maig de 1987     | CCC-Liv (2020)                           |  |
| Eva van Agt | 18 de març de 1997     | Le Col-Wahoo (2022)                      |  |
| Nienke Veenhoven | 20 de març de 2004     |                                          |  |
| |                        |                                          |  |
| Font: ProCyclingStats |                        |                                          |  |

| \| Llista de l'equip 2022 \| Llista de l'equip 2022 \| Llista de l'equip 2022 \| Llista de l'equip 2022 \| \| Ciclista \| Data de naixement \| Equip previ \| \| \| --------------------------------------- \| ---------------------- \| ---------------------------------------- \| ---------------------- \| \| Teuntje Beekhuis \| 18 de agost de 1995 \| Lotto Soudal Ladies (2020) \| \| \| Anna Henderson \| 14 de novembre de 1998 \| Sunweb (2020) \| \| \| Romy Kasper \| 5 de maig de 1988 \| Parkhotel Valkenburg (2020) \| \| \| Anouska Koster \| 20 de agost de 1993 \| Parkhotel Valkenburg (2020) \| \| \| Amber Kraak \| 29 de juliol de 1994 \| \| \| \| Riejanne Markus \| 1 de setembre de 1994 \| CCC-Liv (2020) \| \| \| Linda Riedmann \| 23 de març de 2003 \| \| \| \| Coryn Labecki \| 26 de agost de 1992 \| Team DSM (2021) \| \| \| Noemi Rüegg \| 19 de abril de 2001 \| Stade Rochelais Charente-Maritime (2021) \| \| \| Aafke Soet \| 23 de novembre de 1997 \| Ceratizit-WNT Pro Cycling (2020) \| \| \| Karlijn Swinkels \| 28 de octubre de 1998 \| Parkhotel Valkenburg (2020) \| \| \| Jip van den Bos \| 12 de abril de 1996 \| Boels Dolmans (2020) \| \| \| Marianne Vos \| 13 de maig de 1987 \| CCC-Liv (2020) \| \| \| \| \| \| \| \| Fonts: ProCyclingStats Cycling Archives \| \| \| \| |                        |                                          |  |
| Llista de l'equip 2022 |                        |                                          |  |
| Ciclista | Data de naixement      | Equip previ                              |  |
| Teuntje Beekhuis | 18 de agost de 1995    | Lotto Soudal Ladies (2020)               |  |
| Anna Henderson | 14 de novembre de 1998 | Sunweb (2020)                            |  |
| Romy Kasper | 5 de maig de 1988      | Parkhotel Valkenburg (2020)              |  |
| Anouska Koster | 20 de agost de 1993    | Parkhotel Valkenburg (2020)              |  |
| Amber Kraak | 29 de juliol de 1994   |                                          |  |
| Riejanne Markus | 1 de setembre de 1994  | CCC-Liv (2020)                           |  |
| Linda Riedmann | 23 de març de 2003     |                                          |  |
| Coryn Labecki | 26 de agost de 1992    | Team DSM (2021)                          |  |
| Noemi Rüegg | 19 de abril de 2001    | Stade Rochelais Charente-Maritime (2021) |  |
| Aafke Soet | 23 de novembre de 1997 | Ceratizit-WNT Pro Cycling (2020)         |  |
| Karlijn Swinkels | 28 de octubre de 1998  | Parkhotel Valkenburg (2020)              |  |
| Jip van den Bos | 12 de abril de 1996    | Boels Dolmans (2020)                     |  |
| Marianne Vos | 13 de maig de 1987     | CCC-Liv (2020)                           |  |
| |                        |                                          |  |
| Fonts: ProCyclingStats Cycling Archives |                        |                                          |  |

| \| Llista de l'equip 2021 \| Llista de l'equip 2021 \| Llista de l'equip 2021 \| Llista de l'equip 2021 \| \| Ciclista \| Data de naixement \| Equip previ \| \| \| --------------------------------------- \| ---------------------- \| -------------------------------- \| ---------------------- \| \| Teuntje Beekhuis \| 18 de agost de 1995 \| Lotto Soudal Ladies (2020) \| \| \| Anna Henderson \| 14 de novembre de 1998 \| Sunweb (2020) \| \| \| Romy Kasper \| 5 de maig de 1988 \| Parkhotel Valkenburg (2020) \| \| \| Anouska Koster \| 20 de agost de 1993 \| Parkhotel Valkenburg (2020) \| \| \| Riejanne Markus \| 1 de setembre de 1994 \| CCC-Liv (2020) \| \| \| Pernille Mathiesen \| 5 de octubre de 1997 \| Sunweb (2020) \| \| \| Aafke Soet \| 23 de novembre de 1997 \| Ceratizit-WNT Pro Cycling (2020) \| \| \| Karlijn Swinkels \| 28 de octubre de 1998 \| Parkhotel Valkenburg (2020) \| \| \| Marianne Vos \| 13 de maig de 1987 \| CCC-Liv (2020) \| \| \| Julie Van de Velde \| 2 de juny de 1993 \| Lotto Soudal Ladies (2020) \| \| \| Jip van den Bos \| 12 de abril de 1996 \| Boels Dolmans (2020) \| \| \| Nancy van der Burg \| 18 de maig de 1992 \| Parkhotel Valkenburg (2020) \| \| \| \| \| \| \| \| Fonts: Cycling Archives ProCyclingStats \| \| \| \| |                        |                                  |  |
| Llista de l'equip 2021 |                        |                                  |  |
| Ciclista | Data de naixement      | Equip previ                      |  |
| Teuntje Beekhuis | 18 de agost de 1995    | Lotto Soudal Ladies (2020)       |  |
| Anna Henderson | 14 de novembre de 1998 | Sunweb (2020)                    |  |
| Romy Kasper | 5 de maig de 1988      | Parkhotel Valkenburg (2020)      |  |
| Anouska Koster | 20 de agost de 1993    | Parkhotel Valkenburg (2020)      |  |
| Riejanne Markus | 1 de setembre de 1994  | CCC-Liv (2020)                   |  |
| Pernille Mathiesen | 5 de octubre de 1997   | Sunweb (2020)                    |  |
| Aafke Soet | 23 de novembre de 1997 | Ceratizit-WNT Pro Cycling (2020) |  |
| Karlijn Swinkels | 28 de octubre de 1998  | Parkhotel Valkenburg (2020)      |  |
| Marianne Vos | 13 de maig de 1987     | CCC-Liv (2020)                   |  |
| Julie Van de Velde | 2 de juny de 1993      | Lotto Soudal Ladies (2020)       |  |
| Jip van den Bos | 12 de abril de 1996    | Boels Dolmans (2020)             |  |
| Nancy van der Burg | 18 de maig de 1992     | Parkhotel Valkenburg (2020)      |  |
| |                        |                                  |  |
| Fonts: Cycling Archives ProCyclingStats |                        |                                  |  |